# Grêmio Esportivo e Recreativo 14 de Julho
O Grêmio Esportivo Recreativo 14 de Julho foi um clube brasileiro de futebol, da cidade de Passo Fundo, no Estado do Rio Grande do Sul. Foi fundado no dia 27 de junho de 1921. Suas cores eram branco e vermelho.
O clube foi campeão de Passo Fundo no ano do centenário da cidade, em 1957. Em 10 de janeiro de 1986, fundiu-se com o rival Sport Clube Gaúcho, originando o Esporte Clube Passo Fundo. O Gaúcho desistiu da parceria logo no ano seguinte.
No ano de 2017, surge a "Associação dos Torcedores do 14 de Julho" com o objetivo de refundar o clube. O grupo possui planos de reativar as categorias de base e a recuperar a posse do Estádio Vermelhão da Serra, hoje pertencente ao Esporte Clube Passo Fundo.
Em 2018, foi realizada uma coletiva de imprensa para anunciar o retorno do clube às atividades no futebol. A filiação junto à Federação Gaúcha de Futebol (FGF) foi formalizada no dia 10 de julho de 2018, por meio da Associação dos Torcedores do 14 de Julho.

## Títulos
| Estaduais  | Estaduais                          | Estaduais  | Estaduais                                                                                            |
|            | Competição                         | Títulos    | Temporadas                                                                                           |
|            | Campeonato Gaúcho - Série A2       | 1          | 1968                                                                                                 |
| Municipais | Municipais                         | Municipais | Municipais                                                                                           |
|            | Competição                         | Títulos    | Temporadas                                                                                           |
|            | Campeonato Citadino de Passo Fundo | 17         | 1922, 1925, 1930, 1943, 1945, 1947, 1955, 1956, 1957, 1958, 1958, 1959, 1959, 1960, 1962, 1969, 1978 |
| ---------- | ---------------------------------- | ---------- | --- |

 Campeão Invicto